# Avenue Gabriel-Péri (Antony)
Pour les articles homonymes, voir Avenue Gabriel-Péri.
L'avenue Gabriel-Péri est une voie de communication d'Antony dans les Hauts-de-Seine. Elle fut au début du XXe siècle l’artère principale du « Nouvel Antony ».

## Situation et accès

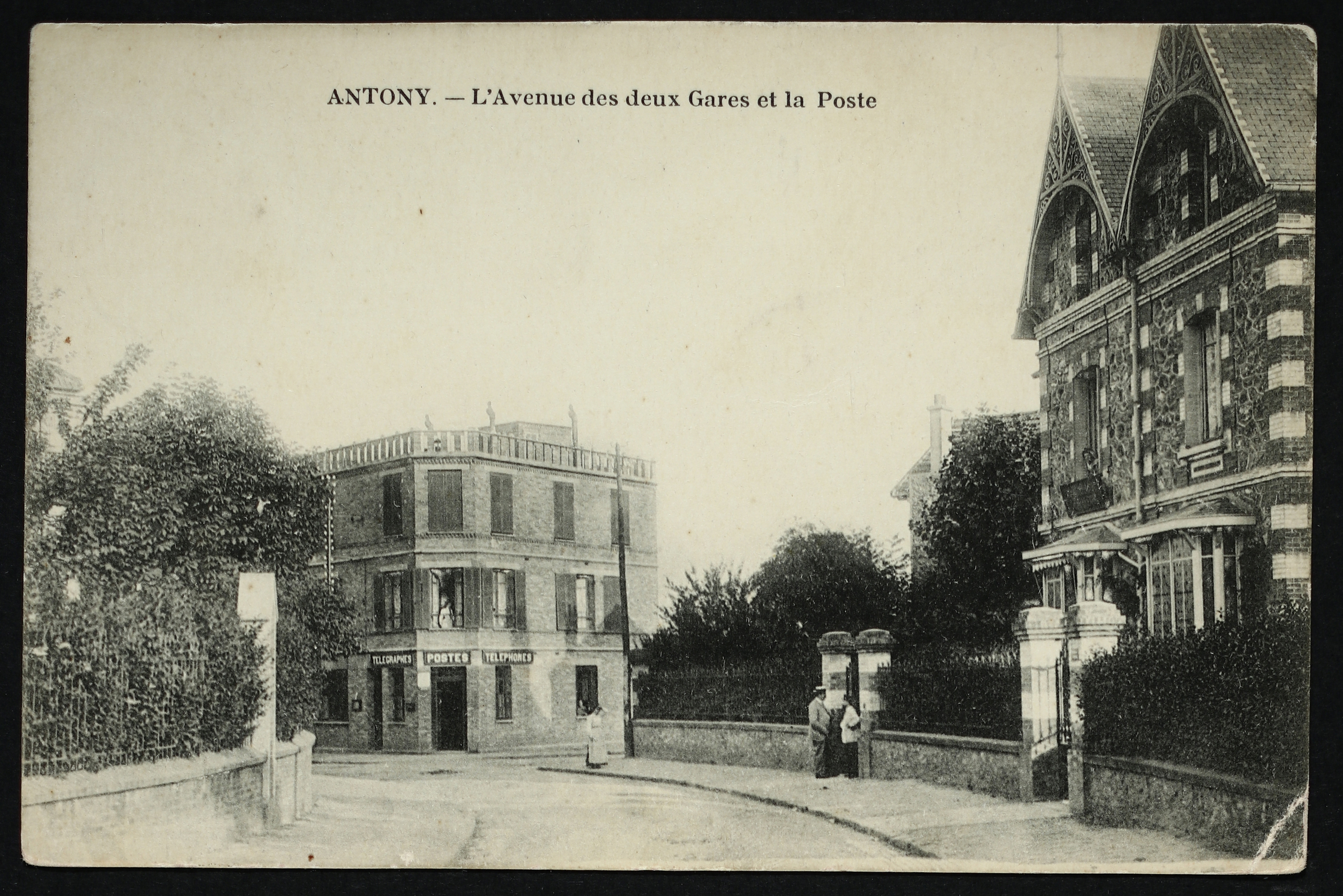
Carte postale de l'avenue des Deux-Gares et la poste.

Partant du nord, cette rue longe tout d'abord la voie ferrée puis opère un virage à angle droit vers l'est, et rencontre alors la rue Céline, la rue Jean-Jaurès puis, â la hauteur du marché, la rue Madeleine. Elle se termine alors à la route départementale 920.

## Origine du nom

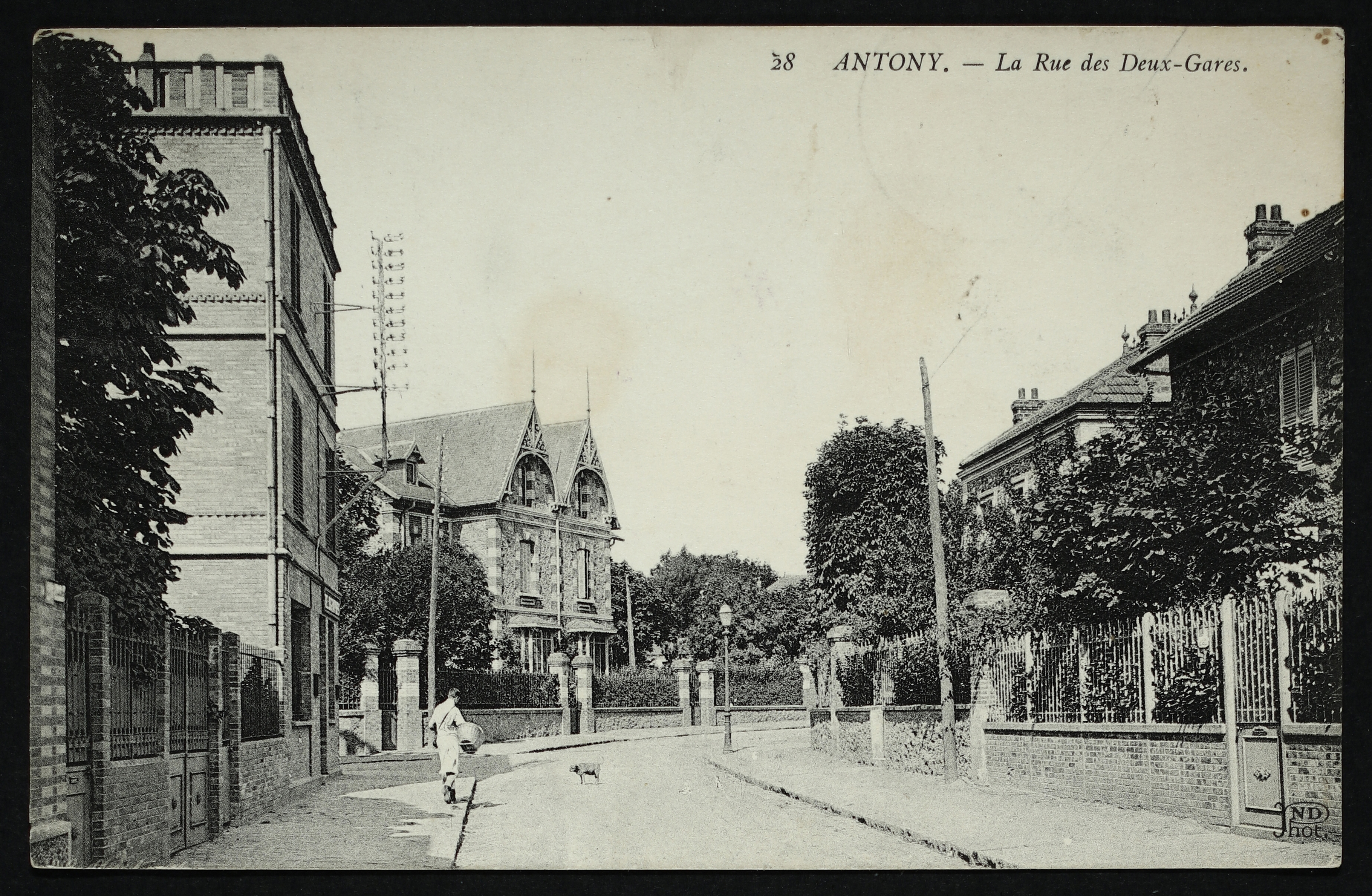
La rue des Deux-Gares vers 1900.

Cette voie tient son nom de Gabriel Péri, né en 1902 et mort en 1941, journaliste et homme politique français. Elle fut tout d'abord renommée « Rue Gabriel-Péri » puis devint seulement par la suite une avenue.

## Historique

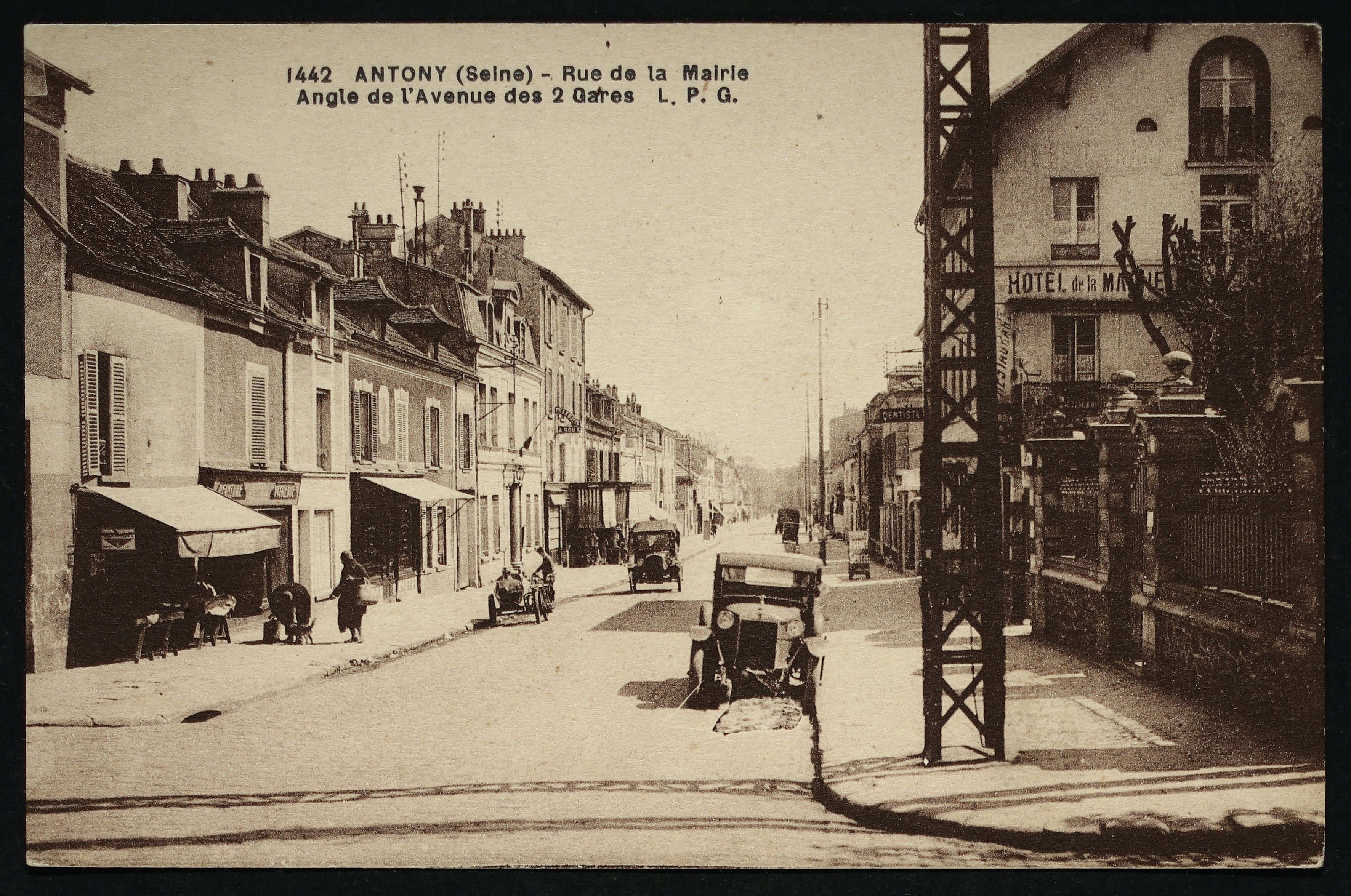
À l'angle de la rue Auguste-Mounié, autrefois « rue de la Mairie ».

Cette avenue fut percée en 1895 afin de joindre la gare d'Antony et à un ancien arrêt du chemin de fer Paris - Arpajon. Elle reçut alors le nom d' « avenue des Deux-Gares ».

## Bâtiments remarquables et lieux de mémoire

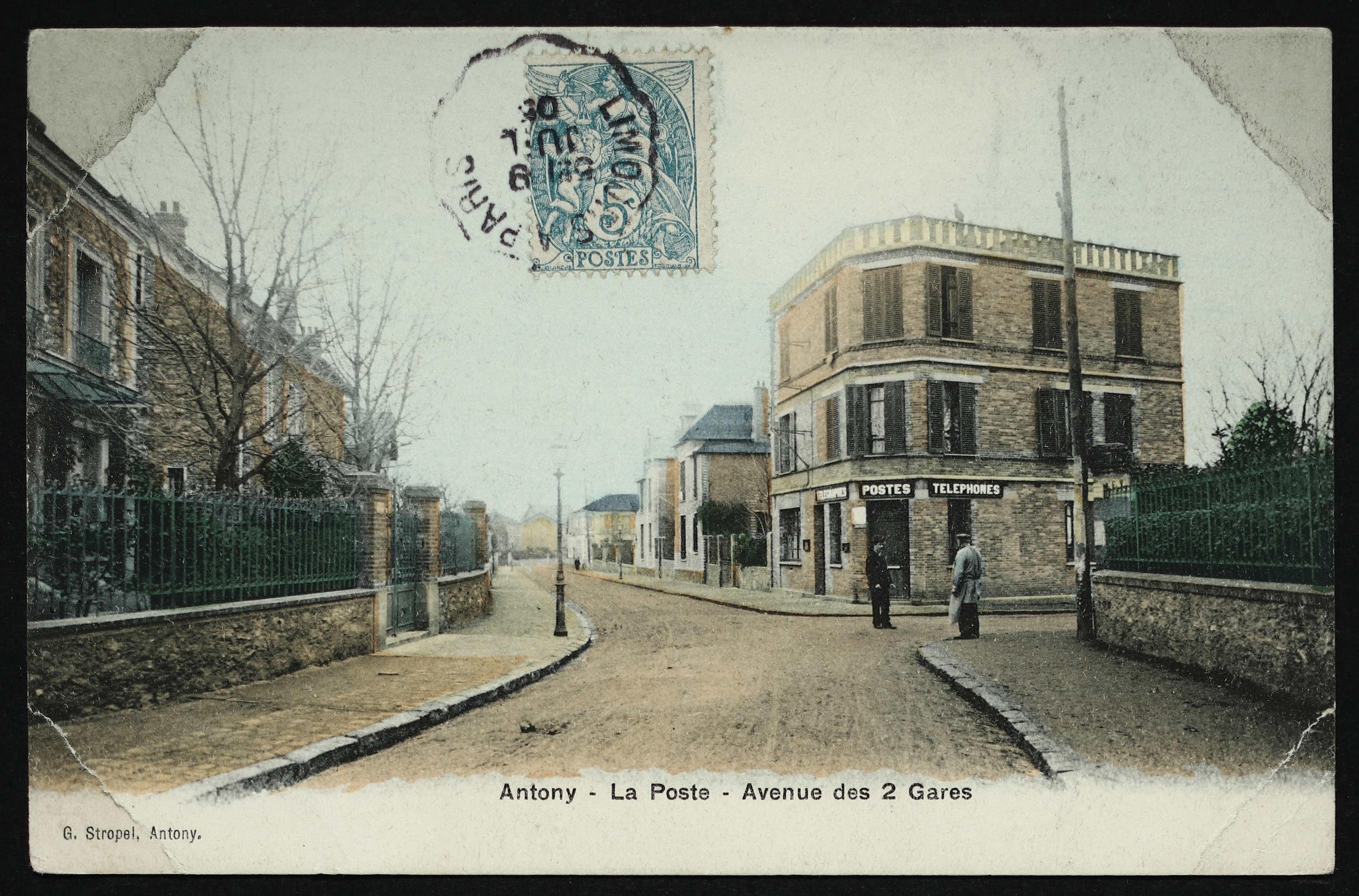
Bureau de poste de la rue Céline.

- À l'angle de la rue Céline se trouve le bâtiment d'un bureau de poste, installé dans un lotissement appelé « le Nouvel Antony ». En 1932, cette poste fut abandonnée au profit de celle de la rue Auguste-Mounié, anciennement « rue de la Mairie », qui existait depuis la fin du XIXe siècle[4].
- Marché d'Antony, établi en 1891 sur ce qui était la « place des Écoles ».

## Pour approfondir